# 南阿姆鎮區 (密歇根州)
南阿姆鎮區（英語：South Arm Township）是位於美國密歇根州夏利華縣的一個行政鎮區。

## 地方資料
南阿姆鎮區的面積為84.64平方千米，當中陸地面積為79.36平方千米，而水域面積為5.28平方千米。根據2020年美國人口普查的數據，當地共有人口1939人，而人口密度為每平方千米22.91人。